# HAT-P-6
HAT-P-6은 안드로메다자리 방향으로 지구에서 약 650 광년 떨어진 곳에 있는 항성이다.

## 분광형
이 항성의 분광형은 F로 우리 태양보다 좀 더 뜨겁고 무겁다.

## 겉보기 등급
겉보기 등급은 +10.54이며, 일반적인 망원경을 통해 볼 수 있다.

## 절대 등급
절대 등급은 +4.03으로, 태양의 +4.83에 비해 좀 더 밝다.

## 행성계
이 항성 주위를 도는 동반행성 HAT-P-6b는 2007년 10월 15일 통과법을 통해 발견되었다. 이 행성의 실제 질량은 목성보다 5.7퍼센트 많지만 반지름은 33퍼센트 더 크다. 따라서 이 별의 밀도는 0.45 g/cm3에 불과하다. 질량에 비해 매우 큰 반지름은 가까운 항성으로부터 받는 열 때문에 대기가 부풀어 올라 있는 것에서 연유한다. 따라서 HAT-P-6b는 뜨거운 목성으로 분류된다. 1 공전주기는 3.852985일이며 항성으로부터의 거리는 0.05235 천문단위이다. 궤도경사각은 85.51º이다.

## 같이 보기
- HAT-P-5

## 참고 문헌
- NOYES R., BAKOS G., TORRES G., PAL A., KOVACS G., LATHAM D., FERNANDEZ J., FISCER D., BUTLER P., MARCY G., SIPOCZ B., ESQUERDO G., KOVACS G., SASSELOV D., SATO B., STEFANIK R., HOLMAN M., LAZAR J., PAPP I. & SARI P. (2007년 10월 15일). “HAT-P-6b: A Hot Jupiter transiting a bright F star”. 《arxiv:0710.2894》. 2019년 6월 9일에 원본 문서에서 보존된 문서. 2007년 10월 19일에 확인함.